# Хараламбос Папагакис
Хараламбос Папагакис или капитан Аграфиотис (на гръцки: Χαράλαμπος Παπαγακής, καπετάν Αγραφιώτης) е гръцки офицер, лейтенант (иполохагос) и андартски капитан, деец на гръцката въоръжена пропаганда в Македония.

## Биография
Роден е във Фурна, край Аграфа. Включва се в гръцката въоръжена пропаганда в Македония с псевдонима Аграфиотис, тоест Аграфец. Между май и декември 1907 година е капитан на чета в района на Ениджевардарското блато и Негуш. Тогава негов четник е Николаос Пластирас.